# Bureau of Medicine and Surgery

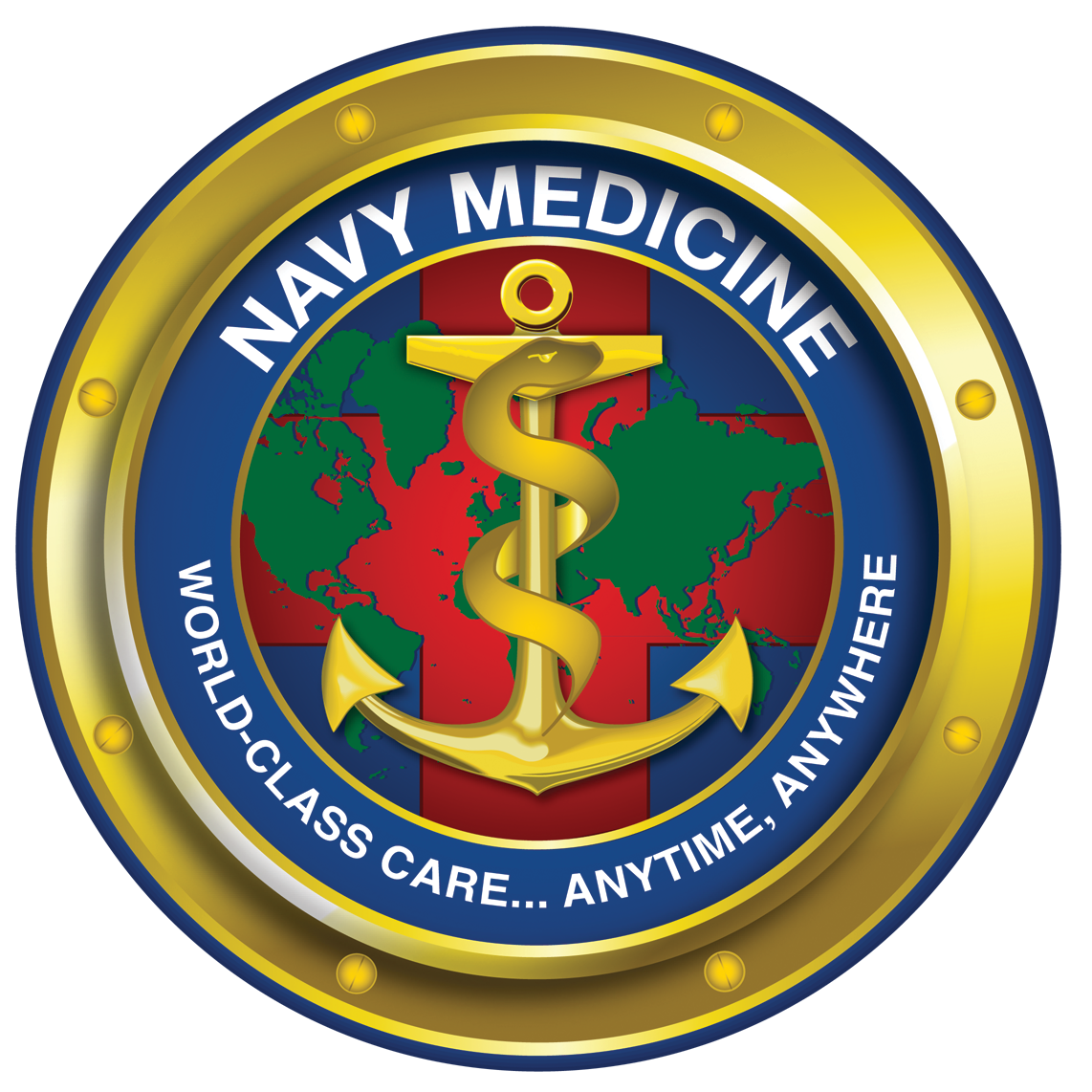
Logotype du Bureau of Medicine and Surgery.

Le Bureau of Medicine and Surgery (« Bureau de Médecine et de Chirurgie », BUMED) est une agence du Département de la Marine des États-Unis qui gère les activités de soins de santé pour la Marine des États-Unis et le Corps des Marines des États-Unis (USMC).
Le BUMED exploite des hôpitaux et d'autres établissements de soins de santé ainsi que des laboratoires de recherche biomédicale, et forme et gère les nombreux personnels de la Marine liés à la médecine.
Son siège social est situé à Falls Church, en Virginie.